# Слободан Пенезић Крцун
Слободан Пенезић Крцун (Ужице, 2. јул 1918 — Шопић, код Лазаревца, 6. новембар 1964) био је учесник Народноослободилачке борбе, друштвено-политички радник СФРЈ и СР Србије и народни херој Југославије. Први је начелник Одељења за заштиту народа (ОЗН) за Србију, од јула 1944. до 19. фебруара 1946. Дужност министра унутрашњих послова НР Србије обављао је од 22. новембра 1946. до 16. децембра 1953. године. У периоду од 9. јуна 1962. до 6. новембра 1964. године обављао је функцију председника Извршног већа Скупштине Социјалистичке Републике Србије.

## Биографија
У Ужицу је завршио основну школу и гимназију. Као ученик, виших разреда, Ужичке гимназије, преко литерарне дружине „Напредак“, укључио се у рад омладинског револуционарног покрета.
Након матуре, 1937. године, отишао је у Земун, где је уписао Пољопривредно-шумарски факултет (данас Пољопривредни факултет). Посредовањем Добривоја Радосављевића, укључио се у рад студентског револуционарног покрета и фебруара 1939. године постао члан Комунистичке партије Југославије (КПЈ). Почетком 1940. године је постао секретар Партијског бироа у Земуну и члан Универзитетског комитета СКОЈ-а, а исте године, и члан Покрајинског комитета СКОЈ-а за Србију.

### Народноослободилачка борба
Напад сила Осовине на Краљевину Југославију, 6. априла 1941. године, затекао га је  у Београду и он је истог дана кренуо кући. У Ужицу је покушао да се пријави у војску, али је био одбијен. Када су Немци заузели Ужице, отишао је у Санџак и ту је остао до краја априла 1941. године. У току маја успео је да се врати у Београд, где је добио задатак од Покрајинског комитета СКОЈ-а за Србију да се врати у Ужице и повеже се са тамошњом партијском организацијом КПЈ.
По задатку Окружног комитета КПЈ за Ужице, у Златиборском срезу је радио на припреми устанка и формирању Златиборске партизанске чете. После формирања те чете, на позив Окружног комитета, отишао је у Штаб Ужичког партизанског одреда „Димитрије Туцовић“, где је одређен за заменика политичког комесара Одреда. После ослобођења Ужица, септембра 1941. године, имао је задатак да у ослобођеном граду организује борбу против „пете колоне“. Поред овога, радио је и на организовању „народне власти“, организовању позадине и др. У ослобођеном Ужицу је остао све до пада Ужичке републике, 29. новембра 1941. године.
У село Радоињу, где се тада налазио Врховни штаб НОП одреда Југославије, стигао је 5. децембра 1941. године, и био задужен да ради на обезбеђењу чланова Врховног штаба. На тој дужности је остао све док је Врховни штаб боравио у ослобођеној Фочи. Приликом повлачења партизанских јединица из Санџака, јуна 1942. године, постао је руководилац Политичког одељења (Политодела) Друге пролетерске ударне бригаде, а ускоро, код Мркоњић-Града, постао је заменик политичког комесара бригаде. Априла 1943. године, после смрти Алексе Дејовића, постављен је за политичког комесара бригаде.
Септембра 1943. године одређен је за политичког комесара Друге пролетерске дивизије и с њом је учествовао у ослобађању Санџака. Са ове функције је смењен 7. децембра 1943. године, због пораза дивизије код Пријепоља. После тога, налазио се са Другом и Петом крајишком дивизијом, које су ишле у Србију до Ибра, и натраг у Црну Гору, где се оформила група руководилаца за Србију, који су од манастира Мораче, јуна 1944, отишли на Вис.
На Вису, Крцун је изабран у Покрајински комитет КПЈ за Србију и одређен за начелника Одељења за заштиту народа (ОЗН) за Србију. Са Виса је, почетком јула, отишао у Бари, а одатле је, с групом других руководилаца, авионом пребачен на ослобођену територију јужне Србије. Тамо је почео да ради на формирању првих организације Одељења за заштиту народа, а потом је прешао у ослобођено Ваљево, затим у Аранђеловац, па у Београд, где је постао начелник Одељења за заштиту народа за Србију.
Један од највећих успеха службе коју је водио било је хапшење Драже Михаиловића.

### Послератни период
После ослобођења Југославије, обављао је многе одговорне друштвено-политичке функције у Републици и Федерацији. Од новембра 1946. до децембра 1953. године обављао је дужност министра унутрашњих послова у првој, другој и трећој Влади Народне Републике Србије. Од 16. децембра 1953. био је потпредседник, а од 9. јуна 1962. године председник Извршног већа Скупштине Социјалистичке Републике Србије. Од новембра 1954. године био је члан Савезног извршног већа (СИВ). У време док је био потпредседник Извршног већа Скупштине НР Србије, налазио се и на месту председника републичког Одбора за унутрашњу политику.
Новембра 1944. године је био посланик Антифашистичке скупштине народног ослобођења Србије (АСНОС), а касније је у више сазива, биран за народног посланика Народне скупштине НР Србије и Савезне народне скупштине.
На Оснивачком конгресу Комунистичке партије Србије, маја 1945. године, изабран је за члана Централног комитета, а недуго потом и за члана Политбироа ЦК КПС. На Петом конгресу КПЈ изабран је за члана Централног комитета Комунистичке партије Југославије. Године 1963. постао је члан Савета федерације. Имао је чин генерал-пуковника ЈНА у резерви.

### Погибија
Погинуо је 6. новембра 1964. године у саобраћајној незгоди на Ибарској магистрали, у близини села Шопић код Лазаревца. Тог дана, заједно са високим републичким функционерима — Светоликом Лазаревићем Лазом и Љубомиром Мијатовићем, кренуо је на Среску конференцију Савеза комуниста у Титовом Ужицу. Према званичној истрази, његов нови аутомобил (непосредно пре удеса, додељен му је нов аутомобил) је током пљуска налетео на блато, услед чега је аутомобил проклизао и возач Милорад Ломић је изгубио контролу над возилом, које је затим слетело са пута и свом силином при брзини од 130 km/h ударило у дрво. Заједно са Крцуном тада је погинуо Светолик Лазаревић Лаза. У аутомобилу је била и Олга Живковић.
Одмах после погибије, тела Слободана Пенезића Крцуна и Светолика Лазаревића Лазе, су била пренета у Београд и изложена у аули зграде Савезне скупштине, где су им бројне друштвено-политичке, борачке и војне делегације, као и грађани у мимоходу одали почаст. Сахрањени су 8. новембра, један поред другог, у Алеји народних хероја на Новом гробљу у Београду.
Био је ожењен Грозданом Зином Белић-Пенезић (1920—1984), са којом је имао троје деце — синове Срђана и Рељу и ћерку Виду.

## Одликовања
Носилац је Партизанске споменице 1941. и других високих југословенских одликовања, међу којима су — Орден народног ослобођења, Орден партизанске звезде са златним венцем, Орден Републике са златним венцем, Орден заслуга за народ са златном звездом, Орден братства и јединства са златним венцем, Орден рада са црвеном заставом, Орден партизанске звезде са сребрним венцем, Орден за храброст и Орден рада са златним венцем. Од иностраних одликовања, истичу се совјетски Орден Суворова другог реда и пољски Грунвалдов крст другог реда. Орденом народног хероја одликован је 5. јула 1952. године.
Певач народне музике, Слободан Мулина, испевао је „Песму о Крцуну“.
По њему је названа ОШ „Слободан Пенезић Крцун” Јунковац.

## Галерија
- Слободан Пенезић држи говор на сахрани Бошка Бухе, Пљевља, септембар 1943.
- Пенезић, у позадини, на пријему поводом 57. рођендана Јосипа Броза Тита, у Београду 1949.
- Пенезић, пети здесна, и руководство Удбе са Титом, у Београду 1951.
- Мијалко Тодоровић, Коча Поповић и Крцун на Сутјесци 1958.
- Са Јосипом Брозом Титом, Александром Ранковићем, Јованом Веселиновим Жарком, Јованком Броз и Светиславом Стефановићем Ћећом у Неготину 1959.
- Гроб Слободана Пенезића Крцуна у Алеји народних хероја на Новом гробљу у Београду
- Орден народног хероја

## Видите још
- Влада Слободана Пенезића